# 工業所有権公報
工業所有権公報（こうぎょうしょゆうけんこうほう）は、特許庁が特許法、実用新案法、商標法、意匠法などに基づいて発行する特許公報、実用新案公報、商標公報、意匠公報などの文書の総称である。別名産業財産権公報

## 日本における工業所有権公報
日本の特許庁は以下の公報を発行している。これらの公報は特許情報プラットフォーム（旧・特許電子図書館）で閲覧することができる。

### 特許公報
- 特許法第64条
特許出願の日から1年6月を経過した時に、出願公開をすることが定められており、出願公開の具体的な方法として、明細書、特許請求の範囲、図面の内容を特許公報に掲載することとされている。この公報は、一般に公開特許公報、公開公報と呼ばれる。
- 特許法第66条
特許権の設定の登録があったときに、明細書、特許請求の範囲、図面の内容などを掲載する公報を発行することが定められている。この公報は、一般に特許登録公報、登録公報と呼ばれる。
- 特許法第193条
拒絶査定、特許出願の放棄・取下げ・却下、特許を受ける権利の承継、明細書等の補正、特許権の消滅、審判請求・その取下げ、確定審決、訂正した明細書等の内容、裁定請求・その取下げ・裁定、審決に関する訴えについての確定判決について、公報を発行することが定められている。このうち、確定審決などを掲載した公報は、一般に審決公報と呼ばれる。